# C'è qualcosa di strano in famiglia
C'è qualcosa di strano in famiglia (Where Is Parsifal?) è un film del 1983 diretto da Henri Helman.

## Trama
Parsifal Katzenellenbogen, è un ipocondriaco inventore in difficoltà economiche che ospita, nella sua lussuosa casa londinese, un gran numero di eccentrici ospiti. Parsifal pensa di risolvere i suoi problemi finanziari cercando di vendere al finanziere Henry Board II il brevetto di una sua invenzione: uno strumento in grado di scrivere in cielo, grazie a raggi laser, delle brevi frasi pubblicitarie.

## Produzione
C'è qualcosa di strano in famiglia fu presentato nella sezione Un Certain Regard del Festival di Cannes 1984. Nonostante il cast stellare, il film, che fu anche l'ultimo girato da Peter Lawford, non ebbe molto successo. In parte perduto nella sua forma originaria, è pertanto elencato fra i film perduti. In realtà è in commercio in Italia dal 2010 un DVD di C'è qualcosa di strano in famiglia prodotto dalla CDI.